# 庫克斯福爾斯 (紐約州)
庫克斯福爾斯（英語：Cooks Falls）是位於美國紐約州特拉華縣的非建制地區。

## 歷史
庫克斯福爾斯的郵局自1899年營運至今。

## 地理
庫克斯福爾斯所處的海拔為高於海平面354米（即1161英呎），而該地所採用的時區為UTC-5，即北美东部时区（EST）。同時該地設有夏令時間，為UTC-5調快一小時，即UTC-4（EDT）。